# USS McCawley (DD-276)
Za druga plovila z istim imenom glejte USS McCawley.
USS McCawley (DD-276) je bil rušilec razreda Clemson v sestavi Vojne mornarice Združenih držav Amerike.
Rušilec je bil poimenovan po polkovniku Charlesu Grymesu McCawleyju.

## Zgodovina
V skladu s Londonskim sporazumom o pomorski razorožitvi je bil rušilec 2. septembra 1931 prodan za razrez.